# Lexine Farrugia
Lexine Farrugia (6 luglio 2007) è una calciatrice maltese, attaccante della Roma Primavera e della nazionale maltese.

## Carriera

### Club
Nata nel 2007, ha giocato a Malta con Birkirkara e Raiders Lija, esordendo ad ancora 14 anni, nel campionato 2021-2022, nel quale con cinque presenze e quattro reti ha contribuito alla vittoria del campionato da parte del Birkirkara, che si è aggiudicato anche la Coppa nazionale.
Passata al Raiders Lija nell'estate 2022, ha giocato 10 gare in campionato e una in Coppa, realizzando 16 gol, 13 in campionato e tre in Coppa nazionale.
Ha lasciato il suo Paese per la stagione 2023-2024, accasandosi alla Sampdoria, in Italia. Schierata quasi esclusivamente nella formazione Primavera, ha fatto il suo esordio in prima squadra il 7 febbraio 2024, nel ritorno dei quarti di finale di Coppa Italia, entrando al 78' della sconfitta per 1-0 in trasferta contro la Juventus, già vittoriosa per 4-0 all'andata.
Chiusa l'avventura in blucerchiato, nell'estate 2024 è rimasta nello Stivale, trasferendosi alla Roma, ancora una volta partendo dalla squadra Under-19.

### Nazionale
Ha fatto il suo esordio nelle selezioni giovanili maltesi nell'aprile 2023, prima con l'Under 19, disputando due gare e realizzando una rete nelle qualificazioni all'Europeo di categoria di Belgio 2023.
Solo in seguito, ad ottobre 2023, è entrata in Under 17, giocando cinque volte nelle qualificazioni all'Europeo under 17 di Svezia 2024, segnando due volte.
Nel luglio 2024 ha debuttato in nazionale maggiore, nelle qualificazioni all'Europeo di Svizzera 2025, il 12 luglio in casa a Ta' Qali contro l'Irlanda del Nord, subentrando all' 86' a Kailey Willis nella gara persa per 0-2.

## Statistiche

### Presenze e reti nei club
Statistiche aggiornate al 7 febbraio 2024.
| Stagione        | Squadra         | Campionato      | Campionato | Campionato | Coppe nazionali | Coppe nazionali | Coppe nazionali | Coppe continentali | Coppe continentali | Coppe continentali | Altre coppe | Altre coppe | Altre coppe | Totale | Totale |
| Stagione        | Squadra         | Comp            | Pres       | Reti       | Comp            | Pres            | Reti            | Comp               | Pres               | Reti               | Comp        | Pres        | Reti        | Pres   | Reti   |
| --------------- | --------------- | --------------- | ---------- | ---------- | --------------- | --------------- | --------------- | ------------------ | ------------------ | ------------------ | ----------- | ----------- | ----------- | ------ | ------ |
| 2023-2024       | Sampdoria       | A               | 0          | 0          | CI              | 1               | 0               | -                  | -                  | -                  | -           | -           | -           | 1      | 0      |
| 2024-2025       | Roma            | A               | 0          | 0          | CI              | 0               | 0               | UWCL               | 0                  | 0                  | SI          | 0           | 0           | 0      | 0      |
| Totale carriera | Totale carriera | Totale carriera | 0          | 0          | -               | 1               | 0               | -                  | 0                  | 0                  | -           | 0           | 0           | 1      | 0      |

### Cronologia presenze e reti in nazionale
| Cronologia completa delle presenze e delle reti in nazionale ― Malta | Cronologia completa delle presenze e delle reti in nazionale ― Malta | Cronologia completa delle presenze e delle reti in nazionale ― Malta | Cronologia completa delle presenze e delle reti in nazionale ― Malta | Cronologia completa delle presenze e delle reti in nazionale ― Malta | Cronologia completa delle presenze e delle reti in nazionale ― Malta | Cronologia completa delle presenze e delle reti in nazionale ― Malta | Cronologia completa delle presenze e delle reti in nazionale ― Malta |
| Data                                                                 | Città                                                                | In casa                                                              | Risultato                                                            | Ospiti                                                               | Competizione                                                         | Reti                                                                 | Note                                                                 |
| -------------------------------------------------------------------- | -------------------------------------------------------------------- | -------------------------------------------------------------------- | -------------------------------------------------------------------- | -------------------------------------------------------------------- | -------------------------------------------------------------------- | -------------------------------------------------------------------- | -------------------------------------------------------------------- |
| 12-7-2024                                                            | Ta' Qali                                                             | Malta                                                                | 0 – 2                                                                | Irlanda del Nord                                                     | Qual. Euro 2025                                                      | -                                                                    | 86’- 90+3’                                                           |
| 25-10-2024                                                           | Roma                                                                 | Italia                                                               | 5 – 0                                                                | Malta                                                                | Amichevole                                                           | -                                                                    | 87’                                                                  |
| Totale                                                               |                                                                      | Presenze                                                             | 2                                                                    |                                                                      | Reti                                                                 | 0                                                                    |                                                                      |

## Palmarès

### Competizioni nazionali
- Campionato maltese: 1

Birkirkara: 2021-2022
- Coppa di Malta: 1

Birkirkara: 2021-2022